# Monuments (gruppo musicale)
I Monuments sono un gruppo musicale italiano, nato nel gennaio del 1981 a Torino.

## Storia del gruppo

### 1984: Nascita del gruppo
I Monuments nacquero nel gennaio del 1981 a Torino, Mauro Tavella (sintetizzatori e programmi) e Andrea Costa (sintetizzatori e voce) si occupano subito esclusivamente di musica sintetica cercando di unire le melodie del pop con l'algida freddezza delle macchine. Sono gli anni del fermento della new wave. I riferimenti stilistici arrivano dalla Germania e dall'Inghilterra. Per questo motivo scelgono, in un primo tempo, di cantare esclusivamente in tedesco e poi, nel 1984, optarono per il più semplice inglese. Fu di quest'anno il loro album d'esordio pubblicato da Discordia e dal titolo Age, in cui le sperimentazioni elettroniche oscillano tra intimismo ed accenni di dance. Veri e propri pionieri del suono sint/pop in Italia (assieme ai più radicali Pankow), fino al 1986 portano le loro note live sui palchi di mezza Europa.
Il concerto, normalmente supportato da contributi visivi (diapositive e film in pellicola a 16 mm.), utilizza delle basi di basso e percussioni sintetiche gestite da un 4 tracce a nastro. Le parti melodiche, strumentali e vocali, vengono invece eseguite rigorosamente dal vivo. Tra il 1985 e il 1986 portano in tour, in Italia e all'estero, uno spettacolo multimediale (produzione compagnia Teatro U! di Torino)  dal titolo "Per mangiare le nuvole" con il quale partecipano, tra l'altro, alla Prima Biennale del Mediterraneo a Barcellona come rappresentanti della musica emergente Italiana.

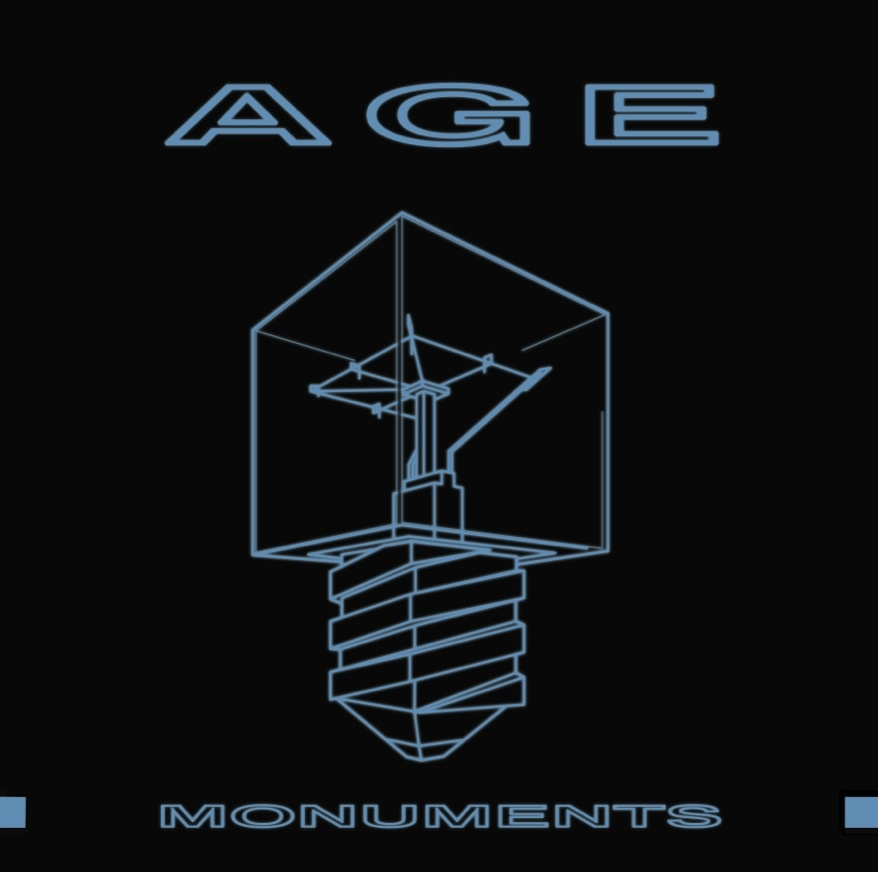
Monuments, copertina dell'album AGE, 1984

## Teatro, radio e cinema
Dal 1986 in poi i Monuments decidono di occuparsi esclusivamente di colonne sonore per il teatro, la radio e il cinema indipendente. Contemporaneamente fondano il Transeuropa Rec. Studio con Carlo Ubaldo Rossi e Andrea Lesmo. In questa struttura collaborano alla realizzazione di molti prodotti della musica indipendente italiana oltre alla composizione dei propri lavori su commissione. Nel 1995 presentano un nuovo spettacolo live dal titolo electronìa alchemica, in pochissime e selezionate location, dove, per la prima volta, decidono di occuparsi totalmente del suono  (spostando anche il mixer sul palco) gestendo l'emissione del concerto in quadrifonia. La voce abbandona la parola a favore di un uso più percussivo e di effetto. Le basi accolgono il computer come gestore delle sequenze musicali. La parte visiva si sincronizza alle musiche e le luci motorizzate cadenzano le atmosfere. Negli anni successivi, abbandonato l'impegno con il Transeuropa, continuano a produrre musiche su commissione nel loro studio privato fino al 2002. Il periodo non è dei migliori. La diffusione degli home studio aumenta la concorrenza e abbatte i costi di produzione delle musiche su commissione. Le case di produzione investono sempre meno nei prodotti originali e aumentano i format acquistati dall'estero. Mauro Tavella comincia a collaborare sempre più assiduamente  (come regista tecnico e, a volte, come produttore) ai progetti degli Africa Unite mentre Andrea Costa fa alcune esperienze solistiche e si occupa di organizzazione di eventi nel campo della moda e delle convention. Nel 2006 Costa e Tavella trovano nuovamente la voglia di mettersi in gioco e ridanno vita al progetto Monuments. Entra nell'organico, il cantante/compositore Marino Paire con il quale avevano già collaborato nel corso degli anni a delle esperienze parallele (Quiet "1986/88" e Gandhistoy "2005"). 
Nei primi mesi del 2008 è uscito, per La Anna Logue Records di Berlino, un CD antologico che raccoglie il meglio della produzione dei primi anni di vita del gruppo (1981/84). Da quell'anno battezzano la nuova formazione a tre in una performance estemporanea live (electronìa alchemica 2), rivisitano, in chiave elettronica, alcune musiche di Mozart per una performance live dell'artista Maurizio Vetrugno presso l'Accademia di Belle Arti di Torino e presentano una installazione sonora interattiva ad una mostra collettiva di arte contemporanea (Circus Fabrik) curata da Olga Gambari.
Nel periodo che va dal 2009 ad oggi escono diverse compilation con alcuni brani editi e inediti del gruppo. Nel 2012 Marino Paire lascia il gruppo; i Monuments continuano nella formazione storica degli esordi. Nel 2013 esce la ristampa in vinile del primo album "AGE"  per la Mannequin Records.

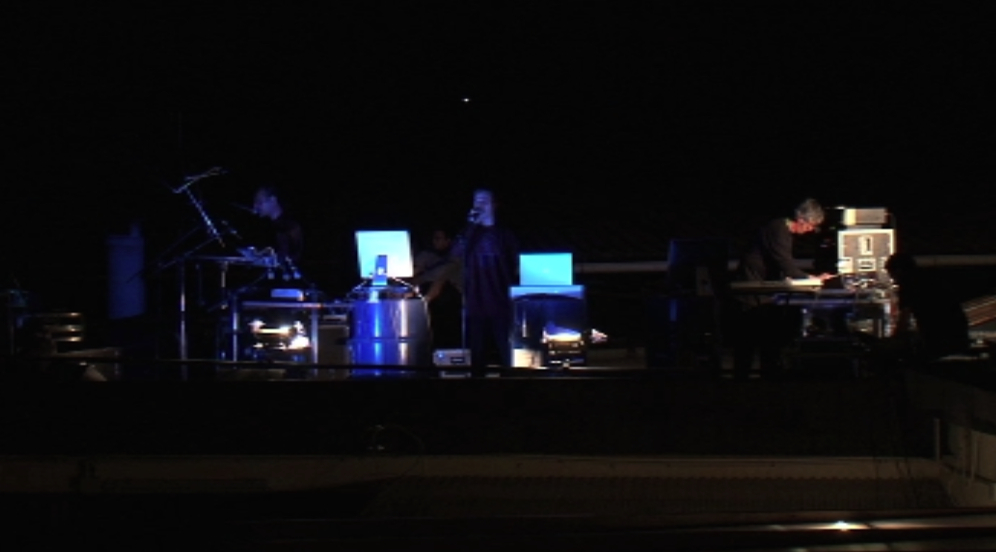
Monuments live al Nietzsche Fabrik, Torino, 2008

## Formazione

### Formazione attuale
- Andrea Costa - voce, programmi e sintetizzatori
- Mauro Tavella - programmi e sintetizzatori

### Ex componenti
- Marino Paire - voce solista, programmi e sintetizzatori (2006 - 2012)

## Discografia

### Album in studio
- 1984 - Age

### Raccolte
- 2008 - XXVII
- 2015 - From The Future: The 1982-1983 Tapes

## Colonne sonore selezionate
- Il Teppista stellare - (RAI radio)  1985
- Oltre Plutone - (RAI radio) 1986
- Sculacciando la cameriera (Teatro dell'Arco) 1987
- La Danza della Rabbia (Sosta Palmizi-Roberto Castello) 1989
- Notti Rosse - (RAI radio) 1991
- Il mulino magico - (RAI radio) 1994
- Intervalli Europei - (RAI3) 1995

## Sigle televisive selezionate
- Tu mi senti Torino (RAI) 1985
- Pronto Polizia - (Mediaset) 1991
- Pronto Intervento - (Mediaset) 1993
- Italiani brava gente - (RAI3) 1996